# Internationale Tennismeisterschaften von Deutschland 1951
Die 45. Internationalen Tennismeisterschaften von Deutschland fanden vom 6. August bis zum 12. August 1951 auf dem Rothenbaum in Hamburg statt.
Mit Teilnehmern aus 19 Nationen erlebte das Turnier einen weiteren Aufschwung. Am Mittwoch mussten wegen Dauerregens alle Spiele ausfallen, am Freitag fegten Sturmböen über die Plätze, dennoch konnte die Veranstaltung pünktlich am Sonntag abgeschlossen werden.
Die Herren-Konkurrenzen wurden diesmal von Spielern aus Skandinavien dominiert. In einem rein schwedischen Finale gewann Lennart Bergelin in fünf Sätzen gegen Sven Davidson. Der Däne Kurt Nielsen hatte zuvor im Viertelfinale den Titelverteidiger Jaroslav Drobný bezwungen. Bei seiner letztmaligen Einzelteilnahme am Rothenbaum gelangte Gottfried von Cramm noch einmal ins Halbfinale, das er im fünften Satz mit 6:8 gegen Bergelin verlor. Das Herrendoppel gewannen die Dänen Kurt Nielsen und Torben Ulrich gegen von Cramm und Rolf Göpfert, womit ihnen die Revanche für die zuvor in Berlin erlittene Niederlage im Davis Cup gelang.
Bei den Damen war die Australierin Nancye Bolton in Abwesenheit der Titelverteidigerin Dorothy Head nicht zu schlagen. Das Finale gewann sie gegen die Titelträgerin von 1949, die Argentinierin María Weiss, sicher in zwei Sätzen. Mit ihrer Landsfrau Clare Proctor gewann sie auch das Damendoppel. Ihren dritten Titel erreichte sie mit dem ältesten Turnierteilnehmer, dem 52-jährigen Jean Borotra, im Mixed-Wettbewerb. Bereits 1938 hatte sie die beiden Doppelkonkurrenzen mit Thelma Coyne bzw. mit Jean Lesueur gewonnen.

## Ergebnisse

### Herreneinzel
|  | Finale |                  |   |   |   |   |   |
|  |        |                  |   |   |   |   |   |
|  |        | Lennart Bergelin | 4 | 6 | 4 | 6 | 7 |
|  |        | Sven Davidson    | 6 | 3 | 6 | 4 | 5 |

### Dameneinzel
|  | Finale |               |   |   |  |
|  |        |               |   |   |  |
|  |        | Nancye Bolton | 6 | 6 |  |
|  |        | María Weiss   | 3 | 3 |  |
|  |        |               |   |   |  |

### Herrendoppel
|  | Finale |                                  |   |   |   |   |   |
|  |        |                                  |   |   |   |   |   |
|  |        | Kurt Nielsen Torben Ulrich       | 3 | 6 | 5 | 6 | 6 |
|  |        | Gottfried von Cramm Rolf Göpfert | 6 | 4 | 7 | 3 | 4 |

### Damendoppel
|  | Finale |                             |   |   |  |
|  |        |                             |   |   |  |
|  |        | Nancye Bolton Clare Proctor | 6 | 6 |  |
|  |        | Beryl Bartlett María Weiss  | 1 | 4 |  |
|  |        |                             |   |   |  |

### Mixed
|  | Finale |                                  |   |   |  |
|  |        |                                  |   |   |  |
|  |        | Nancye Bolton Jean Borotra       | 6 | 6 |  |
|  |        | Gertrud von Ladiges Alfred Huber | 0 | 3 |  |
|  |        |                                  |   |   |  |